# 구로카와촌 (니가타현 산토군)
구로카와촌(黒川村)은 니가타현 산토군에 설치되었던 촌이다. 현재의 나가오카시에 해당한다.

## 역사
- 1889년 4월 1일 - 정촌제 시행에 의해 산토군 구로카와촌이 성립하였다.
- 1955년 3월 31일 - 요이타정, 오쓰촌의 일부와 신설합병해 새로운 요이타정이 되어 소멸하였다.
- 2006년 3월 31일 - 요이타정이 도치오시,  요이타정, 와시마촌, 데라도마리정과 함께 나가오카시에 편입되었다.